# フォーサイト (通信教育)
株式会社フォーサイト（英: Foresight Inc.）は、東京都文京区に本社を置く、日本の教育・学習支援企業。行政書士や社会保険労務士、宅地建物取引士国家資格を中心とした通信教育講座の提供を主な事業とする。

## 概要
宅地建物取引士、行政書士、社会保険労務士などの難関国家資格の通信教育講座をオンラインで提供する企業。累計受講者数は2023年11月時点で39万人を超えている。フルカラーのテキスト、専用スタジオで収録された講義動画、および「ManaBun（マナブン）」と名付けられたeラーニングシステムを特徴とする。代表取締役社長の山田浩司が提唱する「学習のエンターテインメント化」を理念とし、教育業界では早期からバーチャル講師を導入するなど、ユニークな教育手法を取り入れている。

## 通信教育講座
以下の通信講座を提供している。
- 行政書士講座
- 社会保険労務士講座
- 宅建 宅地建物取引士講座
- FPファイナンシャルプランナー講座
- 簿記２級･３級講座(日商)
- マンション管理士･管理業務主任者講座
- ITパスポート講座
- 通関士講座
- 旅行業務取扱管理者講座
- 年金アドバイザー３級講座
- 危険物取扱者乙種４類講座

## 教材・eラーニングシステム

### フルカラーテキスト
図やイラストを多用したフルカラーのテキストを自社で制作している。これは、代表の山田が、自身の息子の教科書がフルカラーで面白いと語ったことに着想を得て開発された。

### eラーニングシステム「ManaBun」
テキストの閲覧、講義動画の視聴、問題演習、スケジュール管理などをスマートフォンやPCで一元的に行える学習システム。

### バーチャル講師
2018年頃から、アニメキャラクターを起用したバーチャル講師による講義を導入。代表の山田が自ら声優の採用や台本執筆に関わったとされる。

## 沿革
創業者である山田浩司が、当初目指していた弁護士の道を断念した後、予備校講師としてのキャリアを経て独立し、フォーサイトを設立した。
- 1993年：積水ハウス（株）、三交不動産（株）、岡崎信用金庫にて宅建通信講座開始。
- 1997年：実績が評価され、積水ハウス・ミサワホームなど、多くの大手不動産会社で研修が採用。
- 1999年：中経出版より、フォーサイトの第1冊目の書籍が刊行される。
- 1999年：
  - 中経出版より、フォーサイトの第1冊目の書籍が刊行される。
  - 愛知県名古屋市に教室を開設
- 2001年：東京都新宿区に教室を開設。
- 2002年：行政書士・社労士・FP・簿記などの通学講座を開講。
- 2004年：
  - 本社を東京に移転。通学講座を廃止、通信教育を専業となる。
  - フルカラーテキストを導入。
- 2007年：通信教育で年間受講生1万人を突破。フォーサイトの書籍も累計30冊を突破。
- 2008年：第3世代ｅラーニングシステム「道場破り」完成。
- 2009年：新スタジオ完成。
- 2012年：本社を文京区本郷に移転。
- 2015年：日本最大級の電子黒板を備える新スタジオが完成。
- 2016年：累計受講者数15万人を突破。
- 2018年：アニメキャラクターによる講義を導入。

## 事業分野

### 通信教育講座
国家資格を中心に各種通信講座が用意されている。また通信教育に特化した専門校としてNHKにも取り上げられている。
インターネット学習システム「道場破り」では、その先見性が認められ特許庁よりビジネスモデル特許を取得している。
法人向けもあり、法人割引や法人向けサービスとしてeラーニング受講管理システムがあり、これで社員の学習状況を確認することができる。

## 代表取締役・山田浩司
創業者であり、代表取締役社長。元々は弁護士を志望していたが、予備校講師を経て独立した経歴を持つ。講師時代から「面白い講義」を重視し、業界の裏話や自身の恋愛話などを交えた講義スタイルで受講生からの人気を集めたとされる。
その教育理念は「勉強はすべて遊びにしたほうがいい」というものであり、勉強のライバルはゲームやアニメなどのエンターテインメント業界であると公言している。この理念に基づき、フルカラーテキストやバーチャル講師といった施策を、時に業界内からの批判を受けながらも導入してきた。

## 社会貢献活動
タイ、ベトナム、ラオスといった東南アジアの国々で、累計11校の小中学校を建設する支援活動を行っている。山田は、識字率の低い地域に学校を建設することが、子どもたちが医師や教師といった夢を持つきっかけになると語っている。